# NGC 7094
NGC 7094 – mgławica planetarna położona w gwiazdozbiorze Pegaza. Została odkryta 10 października 1884 roku przez Lewisa Swifta.